# 和歌山市立松下体育館
和歌山市立松下体育館（わかやましりつまつしたたいいくかん、Wakayama City Matsushita Gymnasium）は、和歌山県和歌山市西浜にある体育館。

## 概要
パナソニック（2008年10月に松下電器から社名変更）の創設者である松下幸之助が、地元への感謝をこめて自費で建設し、和歌山市に寄付したものである。
1971年（昭和46年）の第26回国民体育大会にも使用され、同年10月25日には天皇、皇后の行幸があった。
洪水、土砂災害発生時の避難所、避難場所に指定されているが、津波浸水予想区域内のため、津波が予想される場合は使用不可とされている。

## 利用情報
- 開館時間 - 9時～21時
- 休館日 - 木曜日/年末年始（12月29日 - 1月3日）

## 所在地
- 〒641-0036 和歌山県和歌山市西浜1037

## アクセス
- 南海和歌山市駅から和歌山バスの35系統新和歌浦行き、JR和歌山駅から和歌山バスの30・33系統西浜・雑賀崎行きに乗車し、長路停留所下車、徒歩約2分。